# Chiau Wen-Yan

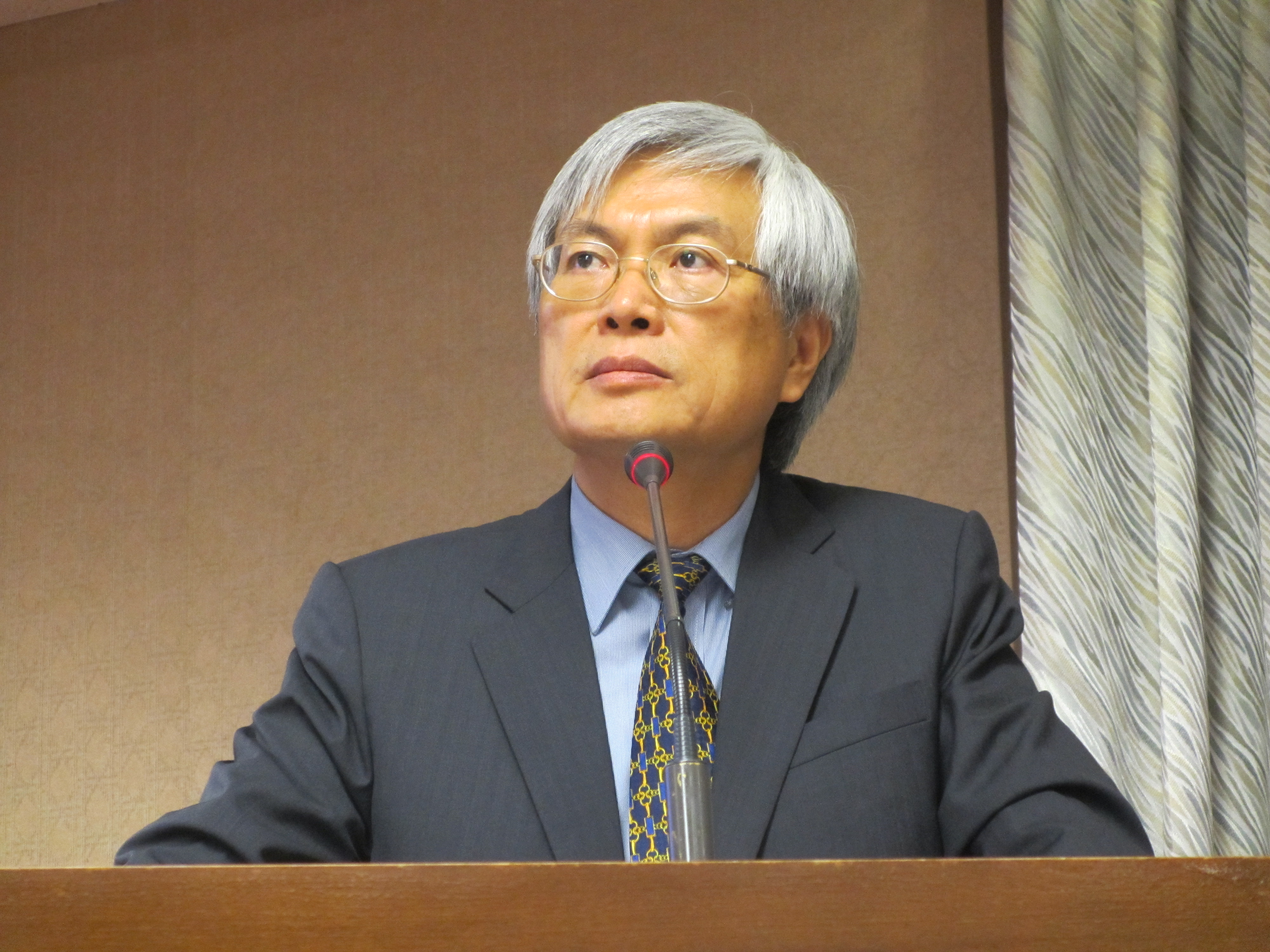
Chiau Wen-Yan

Chiau Wen-Yan (chinesisch 邱文彥, Pinyin Qiū Wényàn; * 17. Juli 1953) ist ein taiwanischer Politiker und Meereswissenschaftler. Er diente als stellvertretender Generaldirektor der taiwanischen Umweltschutz-Agentur und ist nun Professor an der National Taiwan Ocean University. Seine Schwerpunkte liegen auf Meerespolitik, Klimawechsel, Umweltschutz, Stadt- und Landesplanung, Unterwassererbe, Bewirtschaftung der Weltmeere und Erhaltung von Feuchtbiotopen.

## Biografie
Chiau ist Angehöriger der ethnischen Gruppe der Hakka aus Neipu, Landkreis Pingtung.
Er graduierte (B.S.) 1976 am Institut für Stadtplanung der Cheng-Kung-Nationaluniversität und erwarb 1980 einen Master-Titel in Stadtplanung am Institut für Rechtswissenschaften und Wirtschaft der Chung-Hsin-Nationaluniversität (heute umstrukturiert als Taipei-Nationaluniversität). Chiau Wen-Yan erhielt sein erstes Stipendium “Rechtsvorschriften für den Umweltschutz”, gesponsert von der Regierung, für die Teilnahme an Weiterbildungsstudien der städtischen und regionalen Planung an der Universität von Pennsylvania, an welcher er 1991 mit Master- und Ph.D.-Abschlüssen ausgezeichnet wurde. Chiau unterrichtete im Institut für Meeresumwelt und Ingenieurswesen an der Sun-Yat-sen-Nationaluniversität, gefolgt von dem Institut für Marineangelegenheiten und Ressourcenmanagement an der National Taiwan Ocean University.
Die Spezialgebiete von Chiau sind Umweltplanung und -management, vor allem in den Bereichen Stadt- und Regionalplanung, Klimawandel, Küstenzonenmanagement, Erhaltung von Feuchtgebieten, Ökotourismus, Unterwassererbe, Meerespolitik und Umweltrecht.
Chiau entwarf das Umweltbildungsgesetz von Taiwan, welches im Jahre 2010 in Kraft trat. In den Jahren 1995 und 2001 wurde er von dem kanadischen Handelsbüro in Taipei mit dem Canadian Studies Award für seine Forschungen im Bereich Küstenzonenmanagement und Meeresschutzgebiete in Kanada ausgezeichnet. Chiau war Delegierter der Chinesisch-Taipei-Delegation im APEC-Arbeitsgruppen-Treffen für die Erhaltung der Meeres- und Fischereiressourcen, aus dem nachher die APEC-Zeitschriften Marine Resource Conservation Working Group („Arbeitsgruppe für die Erhaltung der Meeresressourcen“) und die Fisheries Working Group („Arbeitsgruppe für die Fischereien“) entstanden. Er erhielt auch den Posten des Editors der internationalen Zeitschrift APEC Bulletin on Ocean and Coastal Management („APEC-Bulletin für Meeres- und Küstenbewirtschaftung“).

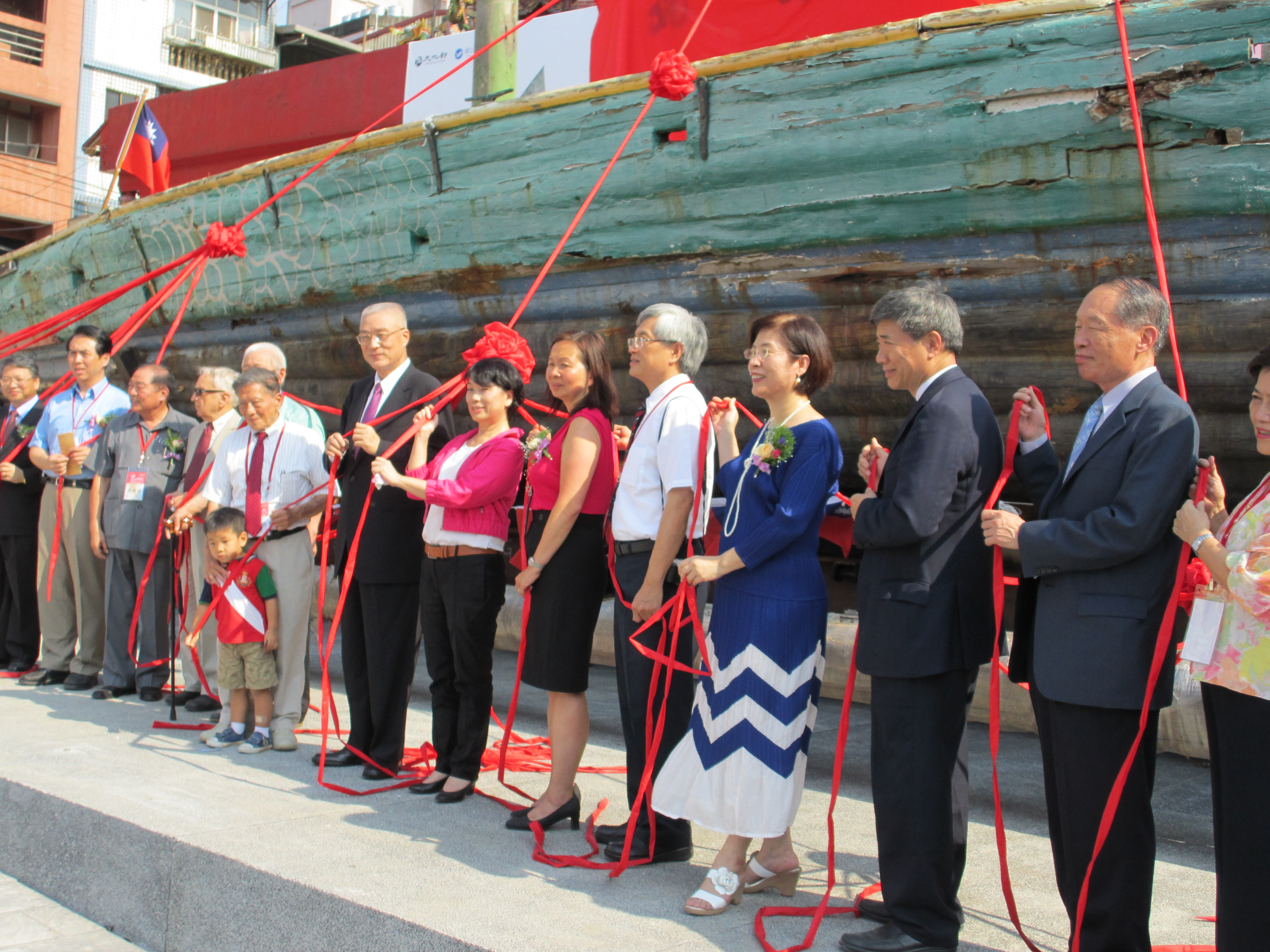
Free China boat homecoming ceremony

Als Ozeanograph entwarf Chiau Pläne für die Schifffahrt, wie z. B. die “Vision of Maritime Countries” im Jahre 1996, das “Maritime Affairs Organization Prospectus” im Jahre 2000, das “Ocean White Paper” im Jahre 2001, die “National Vision for the Golden Decade” über die Schutzpolitik für Ozeane und Feuchtgebiete im Jahre 2006, das “Ocean Education White Paper” im Jahre 2007 und die “Blue Revolution and Ocean Nation”-Richtlinie im Jahre 2008. Chiau und Huang Huang-Hsiung waren dreimal hintereinander Gastgeber des “Ocean and Taiwan Seminars”. Chiau nahm auch an der Rettung der “Free China Junk” teil. Chiau wurde im August 2008 durch den Exekutiv-Yuan zum stellvertretender Direktor der Umweltschutzadministration ernannt. Im Jahre 2011 wurde er auf dem fünften Platz der Kuomintang-Parteiliste für die Wahl zum Legislativ-Yuan 2012 nominiert. Chiau wurde zum Präsidenten der “Parlamentarischen Gesellschaft der R.O.C. für eine Freundschaft mit Deutschland”, welche am 10. Juni 2015 im Legislativ-Yuan etabliert wurde, gewählt.
Chiau setzt sich für Umweltverträglichkeit und die Erhaltung der Landschaft sowie des kulturellen Erbes ein und forderte auch, dass elektronische Seekarten erstellt werden, um die Navigationssicherheit zu gewährleisten. Zur gleichen Zeit riet er den betreffenden Ländern, in Bezug auf die Konflikte im Ost- und Südchinesischen Meer zurückhaltend zu sein. Er empfiehlt, das Konzept des “Friedens” und “von der Marine geschützten Zonen” aufrechtzuerhalten, so dass Taiwan, China und Japan ihre Streitigkeiten für eine kurze Zeit beiseitelegen und mit dem “International Marine Peace Park” verhandeln können, der gemeinsam im Ost- und Südchinesischen Meer gebaut wird.

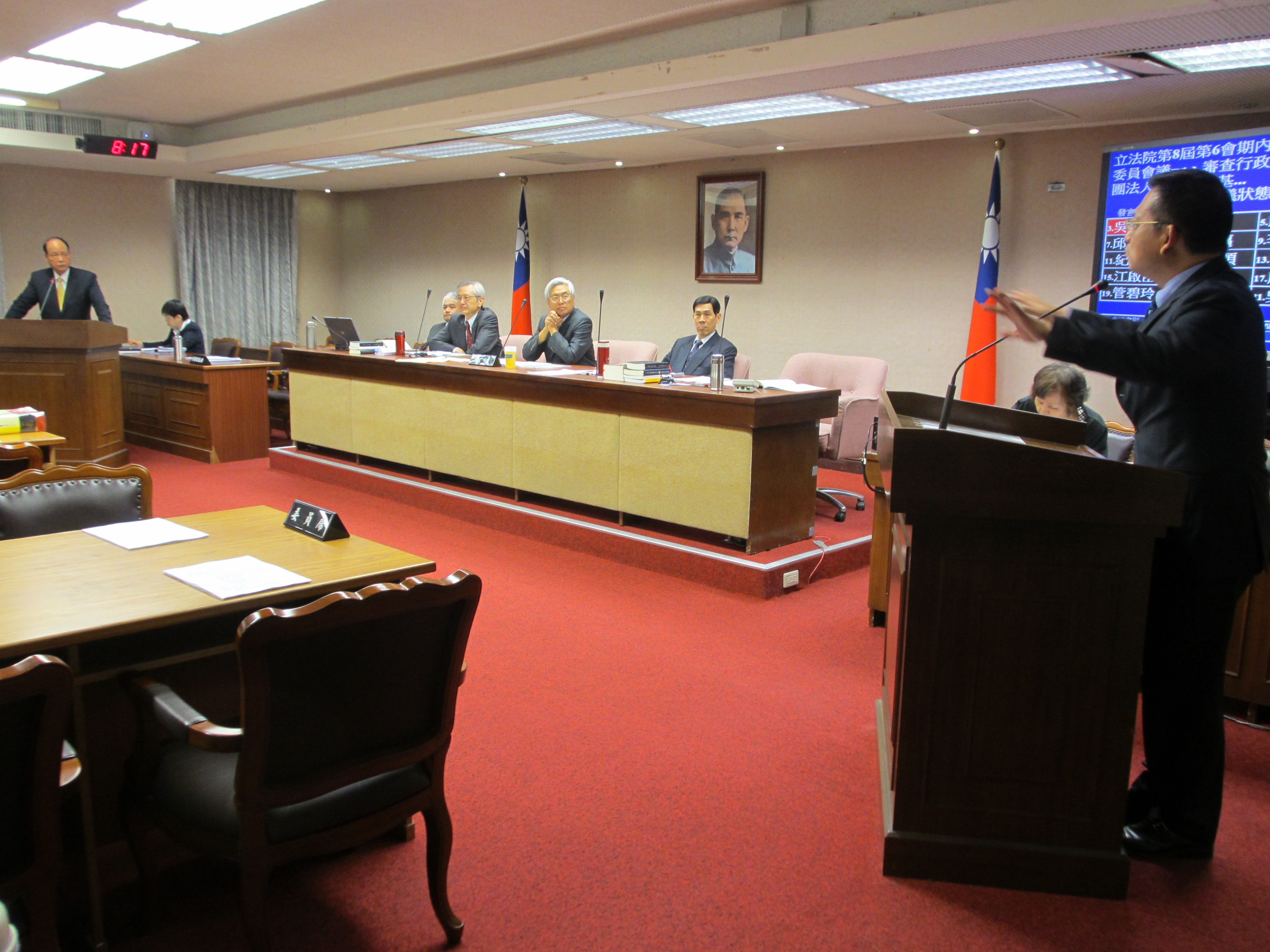
Legislative Council Internal Affairs Committee

Als Chiau Student an der National Cheng Kung University war, war er Präsident des Kunst-Klubs. Chiau gewann die ersten Preise in der Kollegiumsgruppe und der sozialen Gruppe im „Wettbewerb für Tuschemalerei und Zeichnung der sieben Landkreise von Südtaiwan“ mit Arbeiten, die im Tainan Social Education Center gesammelt wurden. Chiau gewann auch den ersten Preis (Golden Ring Award) in der Kategorie traditionelle Chinesische Malerei für den nationalen „Qingxi Literature and Art Award“ der militärischen Reserve. Einige seiner Kugelschreiberzeichnungen sind in seinem Buch „Reiseanekdoten von Chiau Wen Yan“ (邱文彥行旅隨筆) erhalten.

## Ämter
- 8. Wahlperiode als nationaler Legislator-at-large
- Stellvertretender Generaldirektor der Umweltschutzagentur
- Professor und Direktor, Institut für Marineangelegenheiten und Ressourcenmanagement, National Taiwan Ocean University
- Außerordentlicher Professor, Dept. of Meeresumwelt und Ingenieurwesen, National Sun Yat-sen University
- Beratendes Ratsmitglied, Beratungskommission für die Nationale Erhaltung von Land und die Entwicklung zum Präsidentensaal
- Ratsmitglied, stellvertretender Geschäftsführer, Nationaler Rat für nachhaltige Entwicklung, Executive Yuan
- stellvertretender Vorsitzender
- Mitglied, Nationaler Rat für Förderung der Marineangelegenheiten
- Mitglied, ökologisches Ingenieurskomitee
- Beratendes Ratsmitglied, Beratende Kommission für Artenschutz, Rat der Landwirtschaftsminister
- Mitglied, Regionales Planungskomitee, städtisches Planungskomitee, Stadterneuerung-Beratungskomitee, Innenminister
- Mitglied, städtisches Planungskomitee für die Regierungen der Stadt und des Landkreises Kaohsiung sowie des Landkreises Pingtung.
- Präsident, Feuchtgebiete Taiwan
- Präsident der taiwanesischen Vereinigung der Meeresverschmutzungskontrolle
- CEO, Foundation of Ocean Taiwan

## Wichtige Gesetzesentwürfe

### Wichtigste Gesetze entworfen und genehmigt
- Umwelterziehungsgesetz (2010)
- Gesetz zur Erhaltung von Feuchtgebieten (2013)
- Organisationsgesetz des Rates der indigenen Völker (2014)
- Küstenzonen-Verwaltungsgesetz (2015)
- Anpassung des Waldgesetzes – Kapitel über Schutz der Bäume (2015)
- Museumsgesetz (2015)
- THG-Minderungs- und Verwaltungsgesetz (2015)
- die vier organisatorischen Gesetze des Rates für Meeresangelegenheiten (Administration der Küstenwache, Administration für Meeresschutz und die Nationale Akademie für Meeresforschung)  (2015)
- Gesetz zur Erhaltung des kulturellen Erbes unter Wasser (2015)
- Nationale Landnutzungsgesetzesvorlage  (2015)

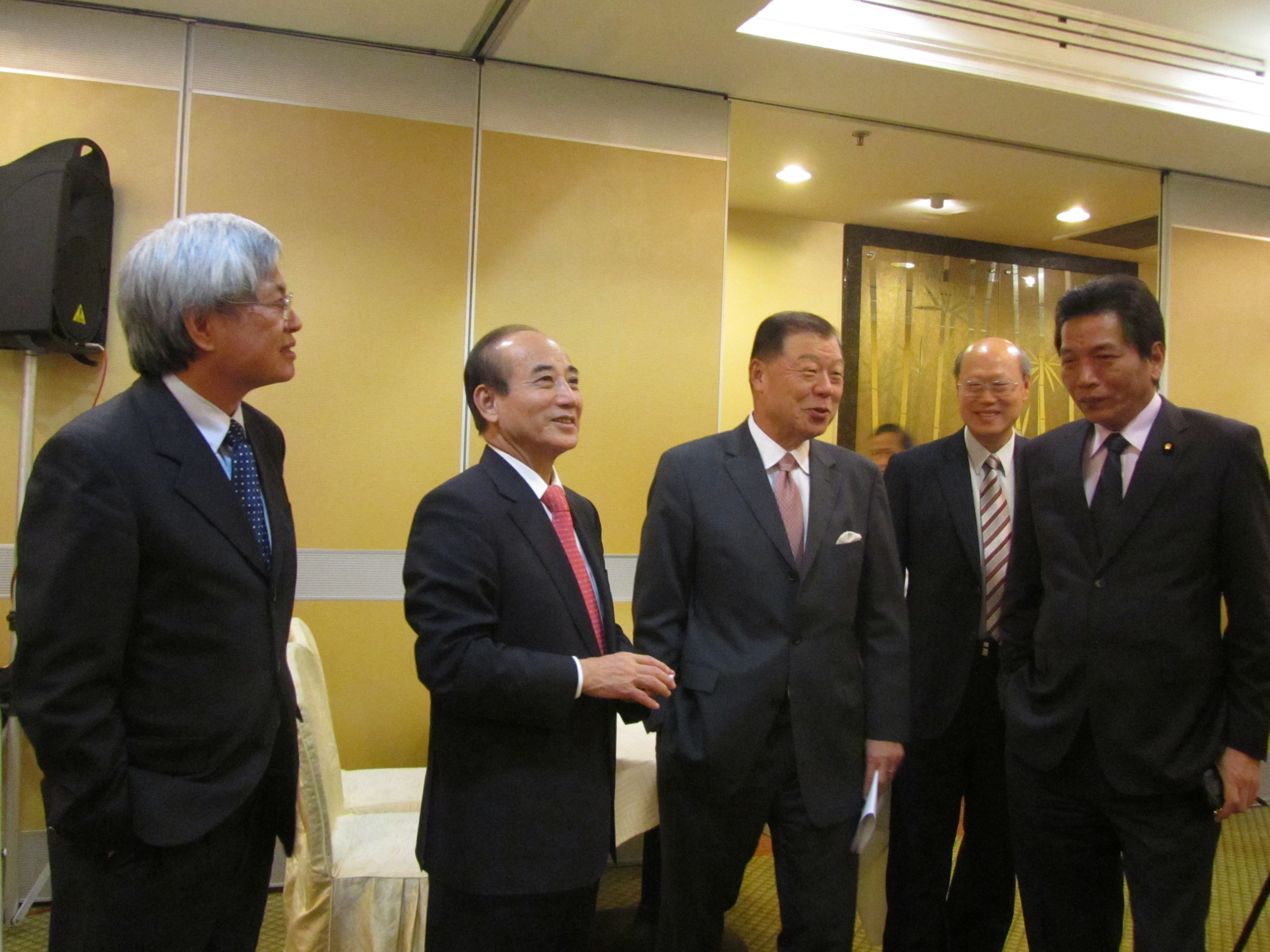
congressional diplomacy

Chiau nahm auch am Entscheidungsprozess für das Special Statute for the Comprehensive Management of River Basins teil, das offiziell am 14. Januar 2014 verabschiedet wurde.

### Andere vorgeschlagene Gesetze
Anpassung zum Stadtsanierungsgesetz, der Landschaftsgesetzesentwurf, der Landschaftsarchitekt-Gesetzesentwurf, der Meeresgebiets-Verwaltungs-Gesetzesentwurf, die Anpassung des Gesetzes zur Erhaltung des kulturellen Erbes, das Spezialgesetz über Fluss-Restauration und Verschmutzungskontrolle und das Gesetz über Land- und Wasserrechte der indigenen Völker.
Darüber hinaus forciert Chiau auch die Schaffung elektronischer Navigationskarten, damit die Navigation sicher bleibt. Zwischenzeitlich verlangt er die Kontrolle von verwandten Ländern, abzielend auf die Konflikte, die im Ost- und Südchinesischen Meer auftreten. Er ruft auch alle Staaten dazu auf, Dispute zu beenden und aktiv zu verhandeln, basierend auf dem Konzept des „Friedens“ und der „Meeresschutzgebiete“, um den „internationalen Küsten-Friedenspark“ im Ost- und Südchinesischen Meer zu konstruieren.